# Güngör Varinlioğlu
Güngör Varinlioğlu (* in Milas) ist eine türkische Klassische Philologin (Latinstin).

## Leben
Nach der Schulausbildung in Istanbul studierte sie an der Universität Ankara zunächst Französisch. Hier erwachte ihr Interesse für die Klassische Philologie und nach ihrem Abschluss 1960 wurde sie Assistentin am Lehrstuhl für lateinische Sprache und Literatur der Universität Ankara. 1963 studierte sie an der Università per Stranieri in Perugia und wurde anschließend in Ankara mit einer Dissertation zu den Fabeln des Phaedrus promoviert. 1966 bis 1967 verbrachte sie einen Studienaufenthalt in Frankreich und wurde anschließend Dozentin an der Universität Ankara. 1989 wurde Güngör Varınlıoğlu zum Professor ernannt und war von 1992 bis zu ihrer Pensionierung 2001 Leiterin der Abteilung für lateinische Sprache und Literatur. Daneben unterrichtete sie von 1976 bis 1978 Latein an der Universität Konya und von 1999 bis 2005 an der Middle East Technical University in Ankara.
Sie hat zahlreiche Werke aus dem Lateinischen ins Türkische übersetzt und veröffentlichte Übersetzungen von Prosa und Lyrik und Artikel in verschiedenen Zeitschriften.
Verheiratet ist sie mit dem Epigraphiker Ender Varinlioğlu, ihre Tochter ist die Archäologin Günder Varinlioğlu.

## Übersetzungen (Auswahl)
- Vergilius, Çoban Türküleri, Lale Matbaası, Ankara 1970; 2. Auflage. Doğu Batı Yayınları, Ankara 2024.
- Gaius Sallustius Crispus, Catilina Tertibi, Remzi Kitabevi Yayınları, Istanbul 1973.
- Gaius Valerius Catullus: Şiirler, Kültür Turizm Bakanlığı Yayınları, Ankara 1978; 2. Auflage, Kültür Turizm Bakanlığı Yayınları, Ankara 1999; 3. Auflage, Catullus: Şiirler, Doğu Batı Yayınları, Ankara 2024.
- mit M. Özaktürk, H. Dönmez: Albius Tibullus Sevgi Şiirleri (Elegiae), T.C. Kültür Bakanlığı Yayınları, Ankara 2001.
- Marcus Valerius Martialis Epigramlar, Kâzım Taşkent Klasik Yapıtlar, Yapı Kredi Yayınları, Istanbul 2005; 2. Auflage 2022.
- Masallar, Gaius Iulius Phaedrus, Kâzım Taşkent Klasik Yapıtlar, Yapı Kredi Yayınları, Istanbul 2007; 2. Auflage 2022.
- On İki Caesar'ın Yaşamöyküsü, Gaius Suetonius Tranquillus, Arkeoloji Sanat Yayınları, Istanbul 2017.
- Hero ile Leander, Ovidius, Arkeoloji Sanat Yayınları, Istanbul 2018.
- Sallustius, Catilina Kalkışması, İugurtha Savaşı, Tarih, Doğu Batı Yayınları, Ankara 2022.